# Oliver Pett
Oliver Pett (* 19. Oktober 1988 in Margate) ist ein ehemaliger englischer Squashspieler. 

## Karriere
Oliver Pett begann seine Karriere im Jahr 2008 und gewann drei Titel auf der PSA World Tour. Seine beste Platzierung in der Weltrangliste erreichte er mit Rang 56 im Oktober 2012. Bei der Weltmeisterschaft 2012 schied er nach erstmaliger erfolgreicher Qualifikation in der ersten Runde gegen Cameron Pilley aus. Im Juli 2016 beendete er seine Karriere.

## Erfolge
- Gewonnene PSA-Titel: 3